# Pietrowice
Pietrowice  (auch Pietrowice Głubczyckie, deutsch Peterwitz, 1936–1945 Zietenbusch, tschechisch Petrovice, früher Petříkovy) ist eine Ortschaft in Oberschlesien. Der Ort liegt in der Gmina Głubczyce im Powiat Głubczycki in der Woiwodschaft Oppeln in Polen.

## Geographie

### Geographische Lage
Das Angerdorf Pietrowice liegt 14 Kilometer südwestlich der Kreisstadt und des Gemeindesitzes Głubczyce (Leobschütz) sowie 78 Kilometer südwestlich der Woiwodschaftshauptstadt Opole (Oppeln). Der Ort liegt in der Nizina Śląska (Schlesische Tiefebene) innerhalb der Płaskowyż Głubczycki (Leobschützer Lößhügelland). Der Ort liegt am südöstlichen Ausläufer des Zuckmanteler Berglands im Landschaftsschutzgebiet Mokre - Lewice (poln. Obszar Chronionego Krajobrazu Mokre – Lewice).  Durch den Ort fließt die Ciekiec. Peterwitz liegt an der Landesstraße Droga krajowa 38 sowie an der stillgelegten Bahnstrecke Racibórz–Krnov. Ca. ein Kilometer südlich des Dorfes liegt die Grenze zu Tschechien.

### Nachbarorte
Nachbarorte von Pietrowice sind im Nordosten Mokre-Kolonia (Kolonie Mocker), im Osten Braciszów (Bratsch) sowie im Südosten Ciermięcice (Türmitz).

## Geschichte

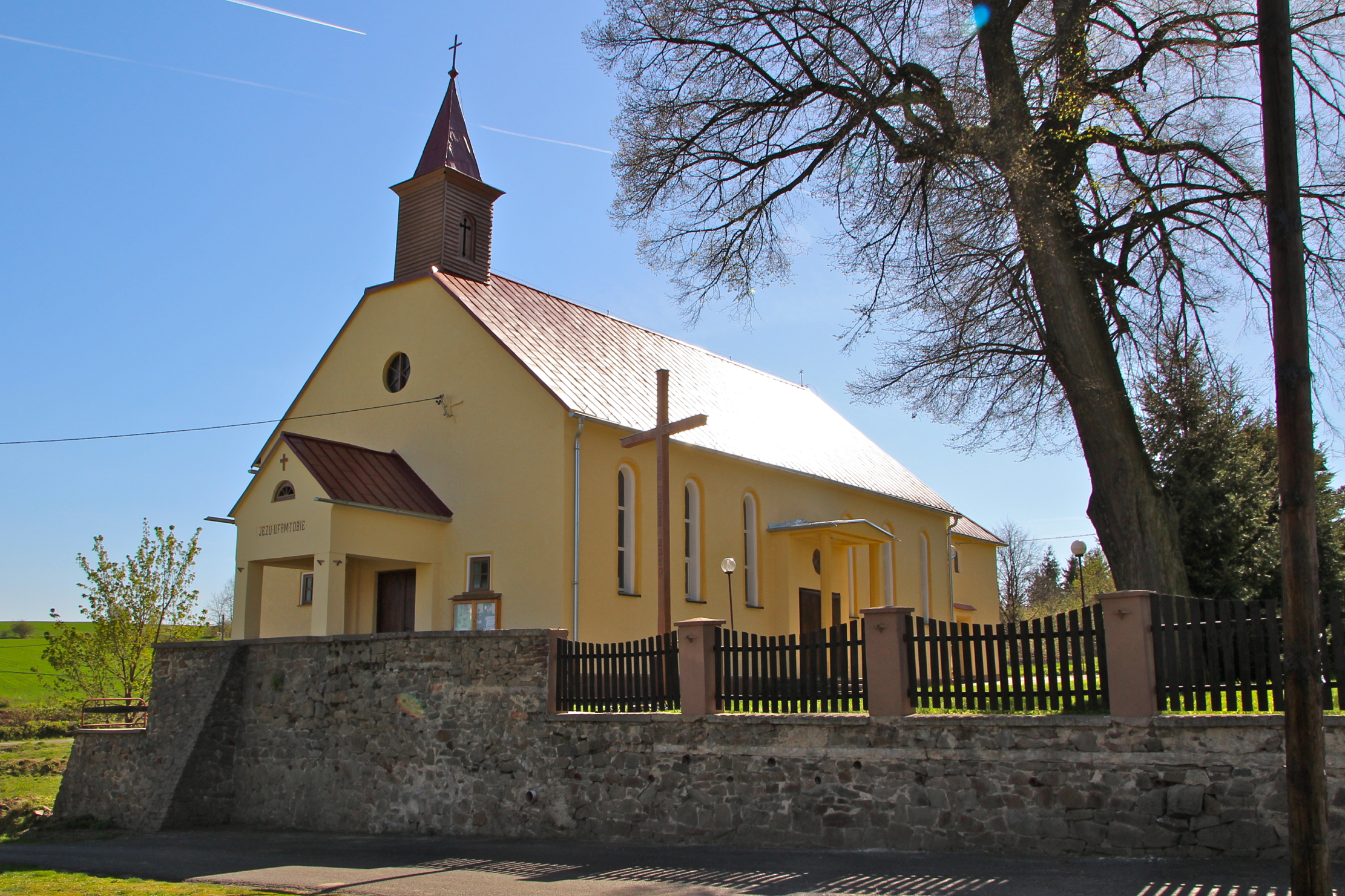
Herz-Jesu-Kirche

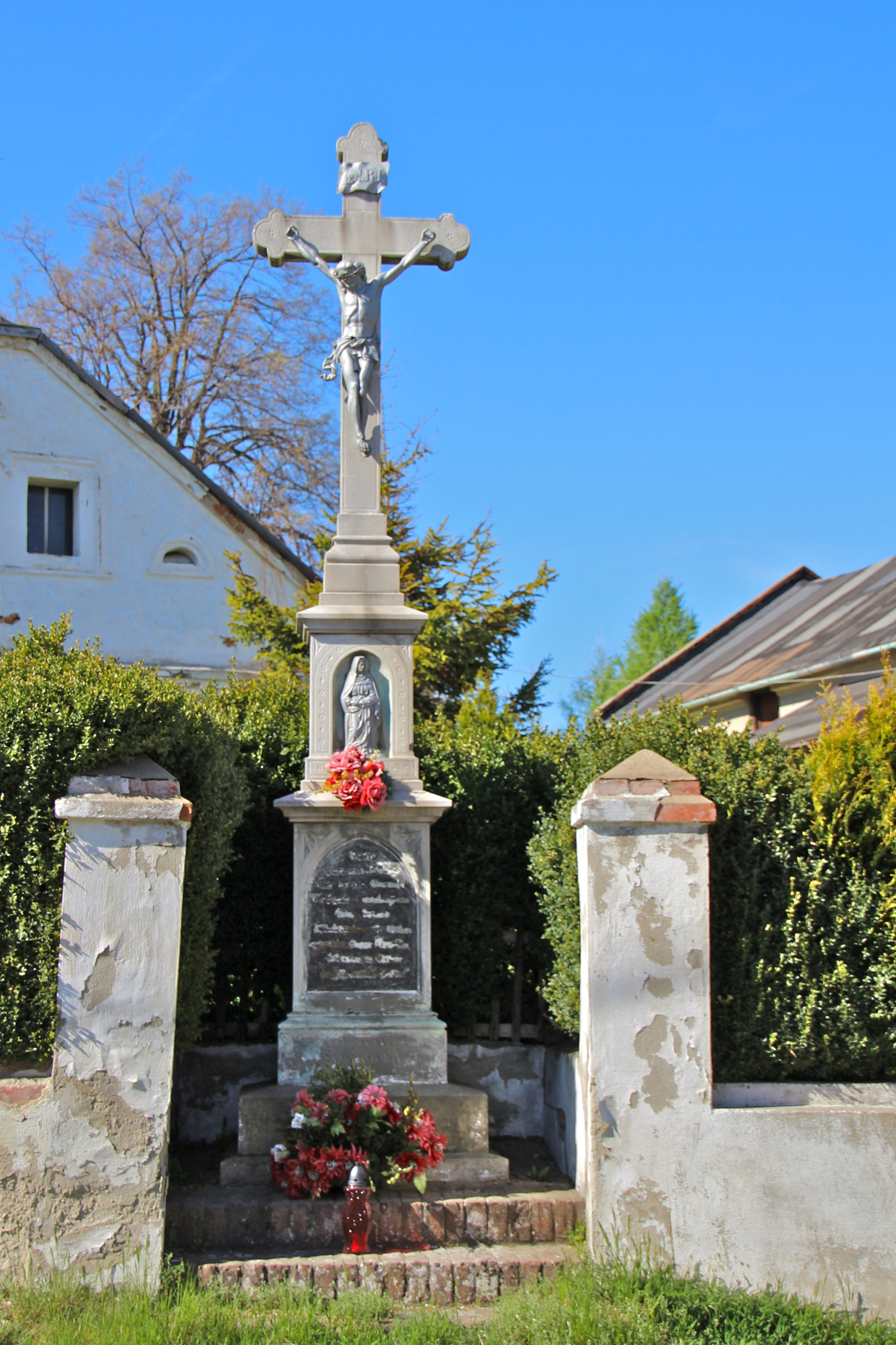
Wegekreuz

Der Ort wurde 1267 erstmals als Petrowiz erwähnt. Der Ortsname leitet sich vom Personnamen Peter bzw. Piotr ab, das Dorf des Peters. Weitere Erwähnung des Ortes erfolgten 1280 als Petrowitz, 1293 als Petrouicz, 1373 als Petirwicz, 1467 als Petrowitze sowie 1498 als Petrowicz.
Nach dem Ersten Schlesischen Krieg 1742 fiel Peterwitz mit dem größten Teil Schlesiens an Preußen. 
Nach der Neuorganisation der Provinz Schlesien gehörte die Landgemeinde Peterwitz ab 1816 zum Landkreis Leobschütz im Regierungsbezirk Oppeln. 1845 bestanden im Dorf ein Schloss, eine Schlosskapelle, eine katholische Schule, eine Brauerei, eine Brennerei, eine Windmühle und 87 Häuser. Im gleichen Jahr lebten in Peterwitz 492 Menschen, davon 24 katholisch. 1861 zählte Peterwitz 12 Bauern, 24 Gärtner-, 29 Häusler und 10 Anglerhäuslerstellen. Zu Peterwitz gehörte die 1793 gegründete Kolonie Chotlitz, welche östlich von Peterwitz lag. 1874 wurde der Amtsbezirk Sauerwitz gegründet, welcher die Landgemeinden Bratsch, Peterwitz, Sauerwitz und Türmitz umfasste.
Bei der Volksabstimmung in Oberschlesien am 20. März 1921 stimmten in Peterwitz 602 Personen für einen Verbleib bei Deutschland und 0 für Polen. Peterwitz verblieb wie der gesamte Stimmkreis Leobschütz beim Deutschen Reich. 1933 zählte der Ort 712 Einwohner. Ab 1933 führten die neuen nationalsozialistischen Machthaber groß angelegte Umbenennungen von Ortsnamen slawischen Ursprungs durch. So wurde am 28. Juli 1936 der Ort in Zietenbusch umbenannt, nach dem preußischen General Hans Joachim von Zieten. 1939 zählte das Dorf 693 Einwohner. Bis 1945 gehörte der Ort zum Landkreis Leobschütz.
Am 22. März stand die Rote Armee kurz vor Peterwitz. Am gleichen Tag erfolgte die Evakuierung der Bevölkerung über Jägerndorf nach Königlosen. Vier Wochen lang war Peterwitz inmitten der Frontlinie zwischen deutschen und sowjetischen Truppen. Erst Ende April konnte die Rote Armee den Ort einnehmen. Durch Kampfhandlungen und Brandstiftung wurde ein Großteil der dörflichen Bebauung zerstört, darunter die Kolonie Chotlitz, das Schloss Peterwitz und die örtliche Kirche.
1945 kam der bisher deutsche Ort unter polnische Verwaltung, wurde in Pietrowice umbenannt und der Woiwodschaft Schlesien angeschlossen. Am 7. Mai 1945 kehrte der geflüchtete Treck zurück nach Peterwitz. Der Großteil der örtlichen Bebauung war zerstört. Daher nächtigte ein Teil der Bevölkerung im unzerstörten Pfarrhaus. Die kriegsbeschädigten Wohnhäuser wurden provisorisch mit Stroh und Holz abgedeckt. Am 5. August 1946 wurde die deutsche Bevölkerung von Peterwitz vertrieben. Ein Großteil der Peterwitzer Einwohner kam nach Lehrte bei Hannover. Der Pfarrer wurde bereits einen Monat zuvor zur Ausreise gezwungen. 1950 wurde Pietrowice der Woiwodschaft Oppeln zugeteilt. 1999 wurde es Teil des wiedergegründeten Powiat Głubczycki.

### Kolonie Chotlitz
Zu Peterwitz gehörte bis 1945 die Kolonie Chotlitz, welche östlich des Dörfes lag. Die Kolonie wurde 1793 vom Grafen von Sedlintzki gegründet. 1861 bestand die Kolonie aus 11 Gärtner- und 10 Häuslerstellen. Eingepfarrt waren die Bewohner nach Bratsch, eingeschult nach Peterwitz.

## Sehenswürdigkeiten
- Die römisch-katholische Herz-Jesu-Kirche (poln. Kościól Najświętszego Serca Pana Jezusa) wurde 1930 errichtet. Im Zweiten Weltkrieg teilweise zerstört, erfolgte zwischen 1948 und 1956 der Wiederaufbau. Am 17. September 1961 wurde die Kirche geweiht.[8]
- Steinernes Wegekreuz
- Hölzernes Wegekreuz

## Söhne und Töchter des Dorfes
- Josef Poppelack (1780–1859), Architekt und Baumeister

## Vereine
- Freiwillige Feuerwehr OPS Pietrowice